# DART 380

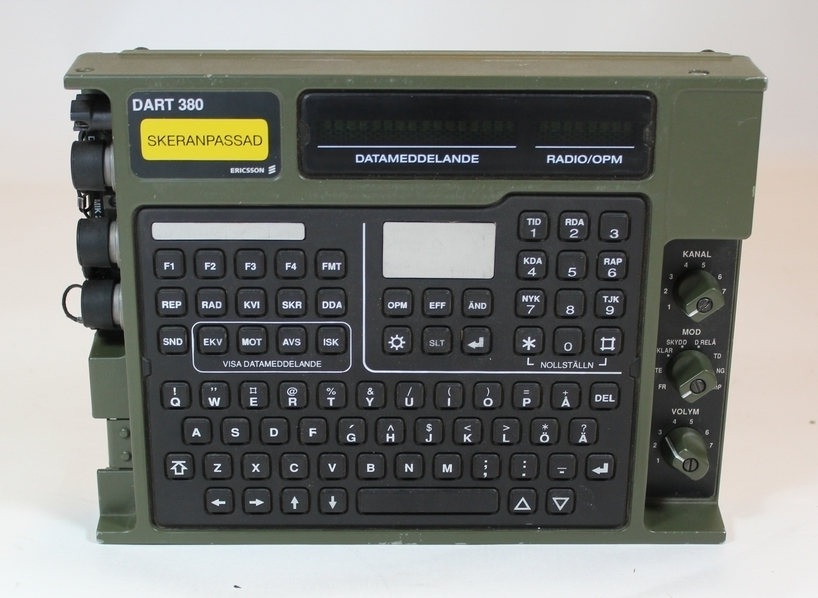
DART 380

DART 380, (Datarapporteringsterminal 380), är ett tillbehör till truppradiosystemet Ra 180 som används inom Sveriges försvarsmakt av trupper i fält. Den används för att skicka textmeddelanden. Terminalen har formen av ett vattenskyddat tangentbord med gummitangenter. Dart-meddelanden har fördelen att ta relativt lite bandbredd i anspråk när information skickas via Telesystem 9000 eller Försvarets telenät jämfört med röstkommunikation. En annan fördel är att textmeddelandena kan skickas direkt till skrivare eller annan kringutrustning utan att behöva nedtecknas av radiooperatören med den tidsförlust och felrisk detta innebär.